# 渡辺武 (歴史学者)
渡辺 武（わたなべ たける、1937年10月8日 - ）は、日本の歴史学者。専門は織豊時代研究。
兵庫県出身。1960年、京都大学文学部史学科（国史学専攻）卒業。高槻高等学校教諭を経て、1962年大阪城天守閣学芸員、館長。2000年退任。専門は織豊時代史。
平和・民主・革新の日本をめざす全国の会（全国革新懇）代表世話人を務める。

## 著書
- 『大阪城ものがたり 10の章と100の節』ナンバー出版 1983
- 『図説再見大阪城』大阪都市協会 1983
- 『大阪城歴史散策』保育社 カラーブックス 1992
- 『大阪城秘ストリー』東方出版 1996
- 『豊臣秀吉を再発掘する』新人物往来社 1996
- 『大阪城話』東方出版 2003
- 『戦国のゲルニカ　「大坂夏の陣屏風図」読み解き』新日本出版社、2015

### 共著・監修
- （岡本良一）『大阪の世相』毎日放送〈毎日放送文化双書7〉、1973年11月20日。(要登録)
- （本巻編集：田代克己、石田善人）『日本城郭大系』 第12巻《大阪・兵庫》、新人物往来社、1981年3月15日。(要登録)
- 『大阪城ガイド』内田九州男、中村博司共著 保育社 カラーブックス 1983
- 『写真太閤記』内田九州男、中村博司共著 保育社 カラーブックス 1983
- 『豊臣秀吉事典』杉山博、二木謙一、小和田哲男共編 新人物往来社 1990
- 『大阪城の魅力 歴史の宝庫』登野城弘共著 淡交社 1994
- 『大阪城とまち物語 難波宮から砲兵工廠まで』監修 中村洋子さし絵 フォーラム・A 2007
- 『城と城下町 2 (大坂大阪)』監修 学習研究社 歴史群像シリーズ 2008

### 記念論文集
- 『大坂城と城下町』渡辺武館長退職記念論集刊行会編 思文閣出版 2000